# Gelbschnabeltoko

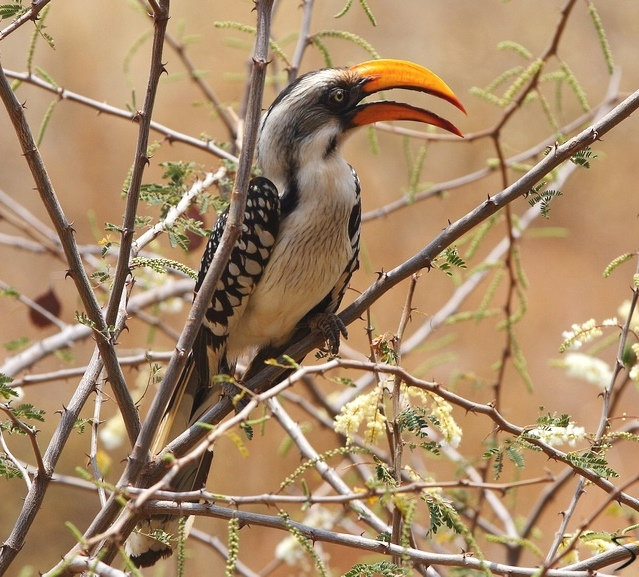
Gelbschnabeltoko

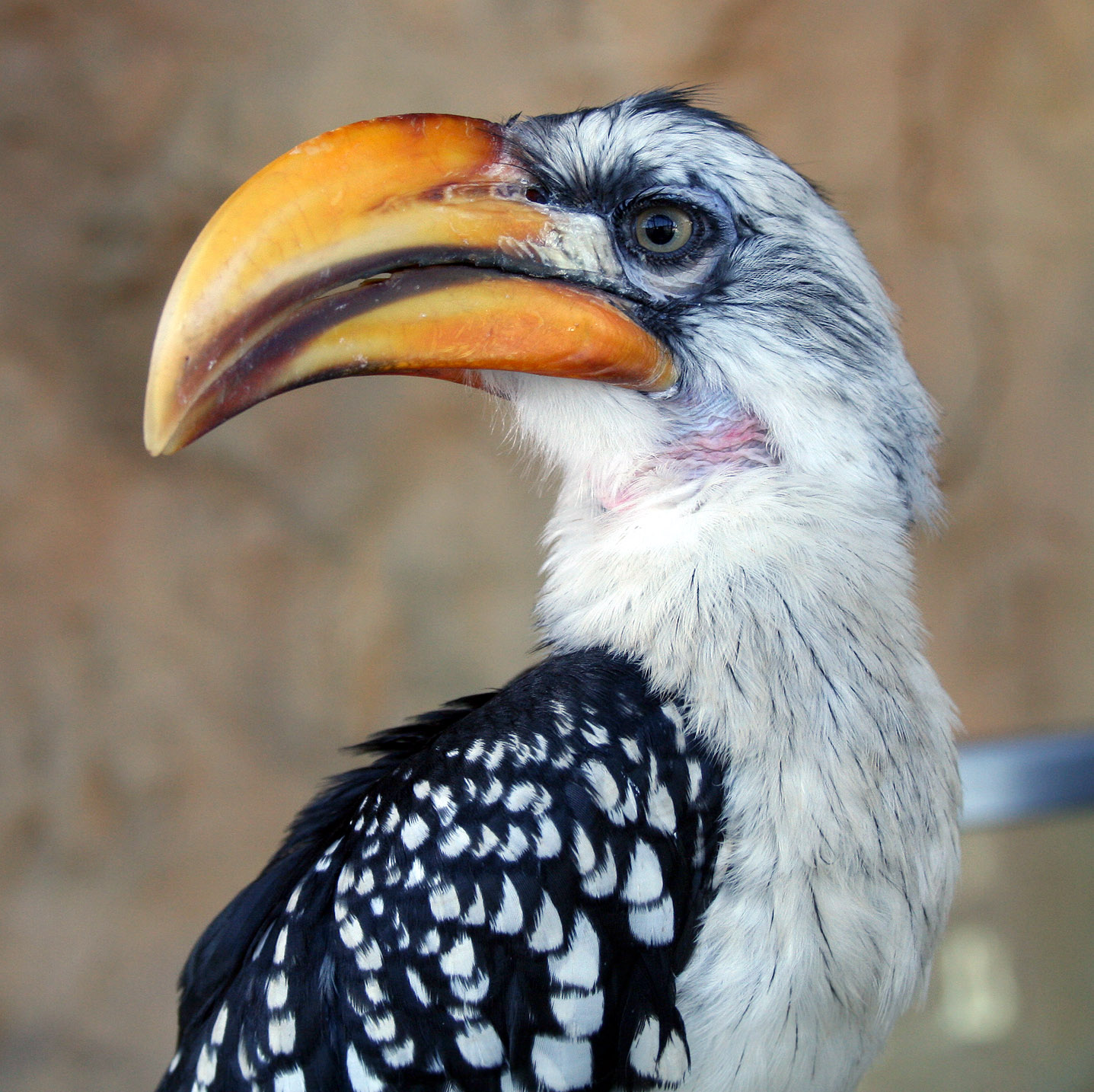
Gelbschnabeltoko, Männchen

Der Gelbschnabeltoko (Tockus flavirostris) oder Östliche Gelbschnabeltoko ist eine Vogelart, die zu den Nashornvögeln (Bucerotidae) gehört und die im östlichen Subsahara-Afrika vorkommt. Wie alle Arten der Gattung Tokos ist er ein Höhlenbrüter. Das Weibchen mauert sich in während der Brutzeit in einer Baumhöhle ein und wird wie später die Nestlinge vom Männchen mit Nahrung versorgt. Die aktuelle deutsche Bezeichnung lautet Gelbschnabeltoko.
Auf Grund des großen Verbreitungsgebietes und der Häufigkeit der Art wurde die Bestandssituation die Gelbschnabeltokos 2016 in der Roten Liste gefährdeter Arten der IUCN als „Least Concern (LC)“ = „nicht gefährdet“ eingestuft.

## Merkmale
Der Gelbschnabeltoko ist ein mittelgroßer Toko mit einer Körperlänge bis zu 40 Zentimeter. Auf den Schnabel entfallen beim Männchen 7,9 bis 9,4 Zentimeter. Der Schnabel bei den Weibchen ist etwas kleiner und misst zwischen 6,2 und 8 Zentimeter. Die größeren Männchen wiegen zwischen 225 und 275 Gramm, die Weibchen wiegen zwischen 170 und 191 Gramm. Ein Geschlechtsdimorphismus ist ansonsten kaum vorhanden.

### Männchen
Die Männchen haben einen schwarzen Scheitel und einen schwarzen Nacken. Von der Stirn verläuft ein breiter weißer Streifen über die Augen bis zum Nacken. Der Rücken ist schwarz mit einem breiten weißen Strich in der Rückenmitte. Die mittleren vier der zehn Steuerfedern sind vollständig schwarz. Die übrigen sind zunächst schwarz und dann weiß mit einem breiten schwarzen Streifen in der Mitte. Die Kehle und die Körperunterseite sind weiß. Die Armschwingen sind schwarz mit einem weißen Fleck in der Mitte, der in Richtung der Armschwingen immer größer wird. Die mittleren Armschwingen sind weiß mit einer schwarzen Spitze. Die Flügeloberdecken sind rußbraun mit großen weißen Flecken. Auf dem Oberschnabel befindet sich über die gesamte Länge ein Schnabelfirst. Der Schnabel ist gelb und geht an der Schnabelbasis in ein Orange über. Die Schnabelspitze und die Schnabelscheiden sind schwarz. Der unbefiederte Orbitalring ist schwarz, während der nackte Kehlfleck fleischfarben ist. Die Augen sind gelb, die Beine und die Füße sind dunkel graubraun.

### Weibchen und Jungvögel
Das Weibchen gleicht in ihrem Körpergefieder dem Männchen, ist jedoch etwas kleiner. Anders als beim Männchen ist bei ihr die nackte Kehlhaut schwarz, der Schnabelfirst endet auf der Hälfte des Oberschnabels.
Jungvögel gleichen den adulten Vögeln. Bei ihnen ist jedoch der Schnabel noch kleiner und einheitlich blassgelb mit einigen hellgrauen Flecken. Die Vorderbrust ist dunkelgrau gestrichelt und die Augen sind mattgrau.

### Stimme
Die charakteristischen Rufe des Gelbschnabeltokos sind tief gackernd, die häufig in einer Serie von Kok-kok-kok-kok-kok-korkorkorkorkor gerufen werden. Die Rufe sind deutlich tiefer als die des Südlichen Gelbschnabeltokos.

## Verwechselungsmöglichkeiten

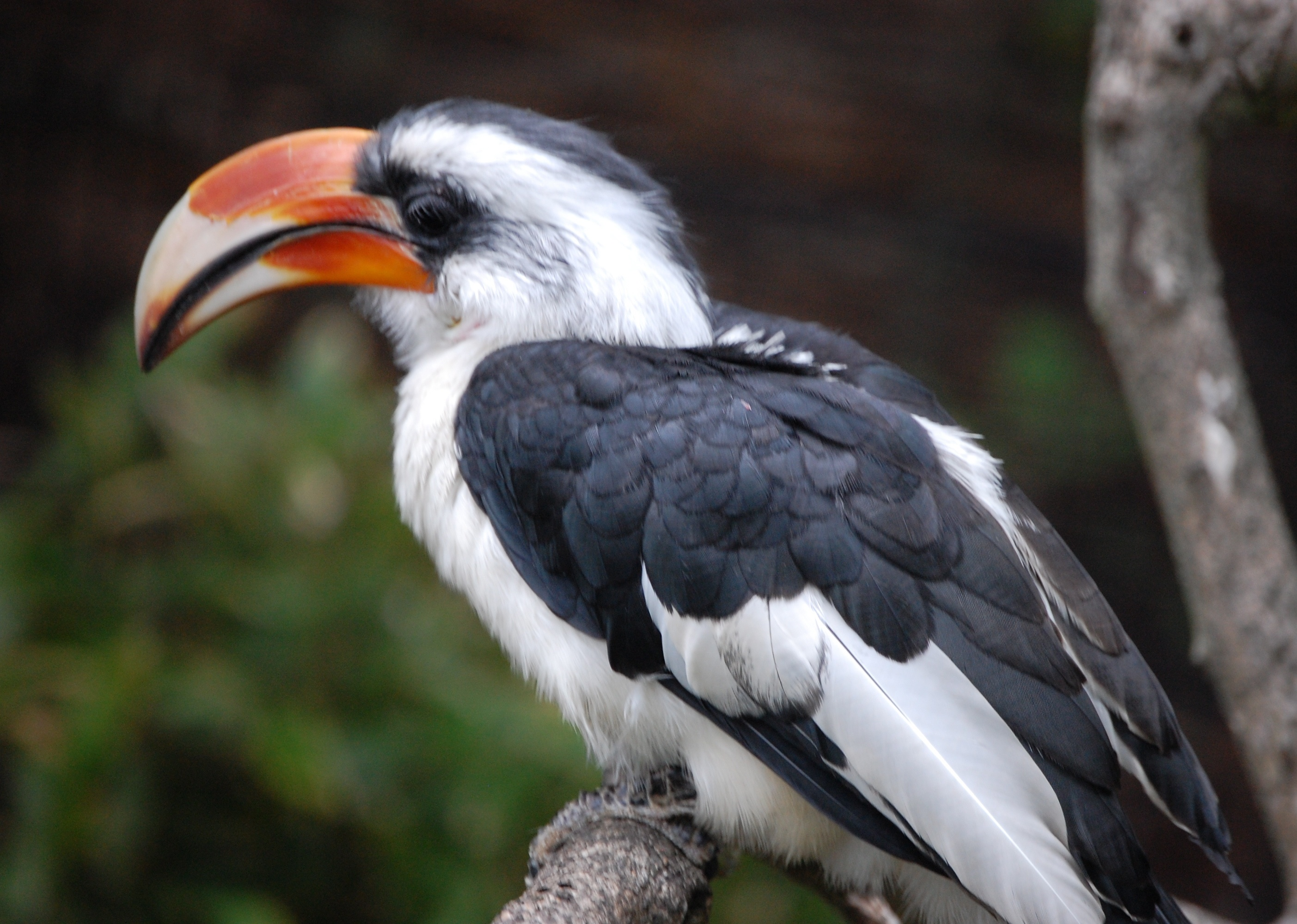
Deckentoko, Männchen – die beiden Arten lassen sich an der Schnabelfärbung unterscheiden

Der Südliche Gelbschnabeltoko kommt in Westafrika vor, das Verbreitungsgebiet der beiden Arten überlappt sich nicht. Der auffälligste Unterschied zwischen den beiden Arten ist die unterschiedliche Färbung des Orbitalrings. Sie ist beim Südlichen Gelbschnabeltoko bei beiden Geschlechtern kräftig fleischfarben.
Im Verbreitungsgebiet des Gelbschnabeltokos hat der Decken-Toko ein ähnliches Körpergefieder. Ihm fehlen jedoch die weißen Flecken auf den Flügeln. Die beiden Arten lassen sich jedoch am eindeutigsten an ihrer unterschiedlichen Schnabelfärbung unterscheiden. Beim Decken-Toko haben die Männchen Schnäbel, die orange und cremeweiß sind. Die Weibchen dagegen haben schwarze Schnäbel.
Der Rotschnabeltoko, der ebenfalls ein sich mit dem Gelbschnabeltoko überlappendes Verbreitungsgebiet hat, ist mit einer Körperlänge von bis zu 35 Zentimeter kleiner als dieser, hat einen leuchtend roten Schnabel und weniger auffällige weiße Flecken auf den Flügeln.

## Verbreitung und Lebensraum

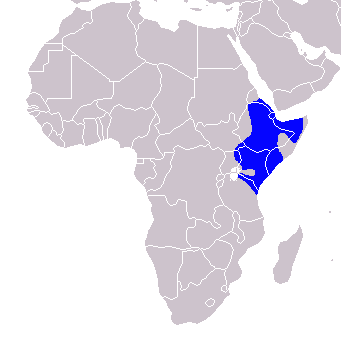
Verbreitungsgebiet

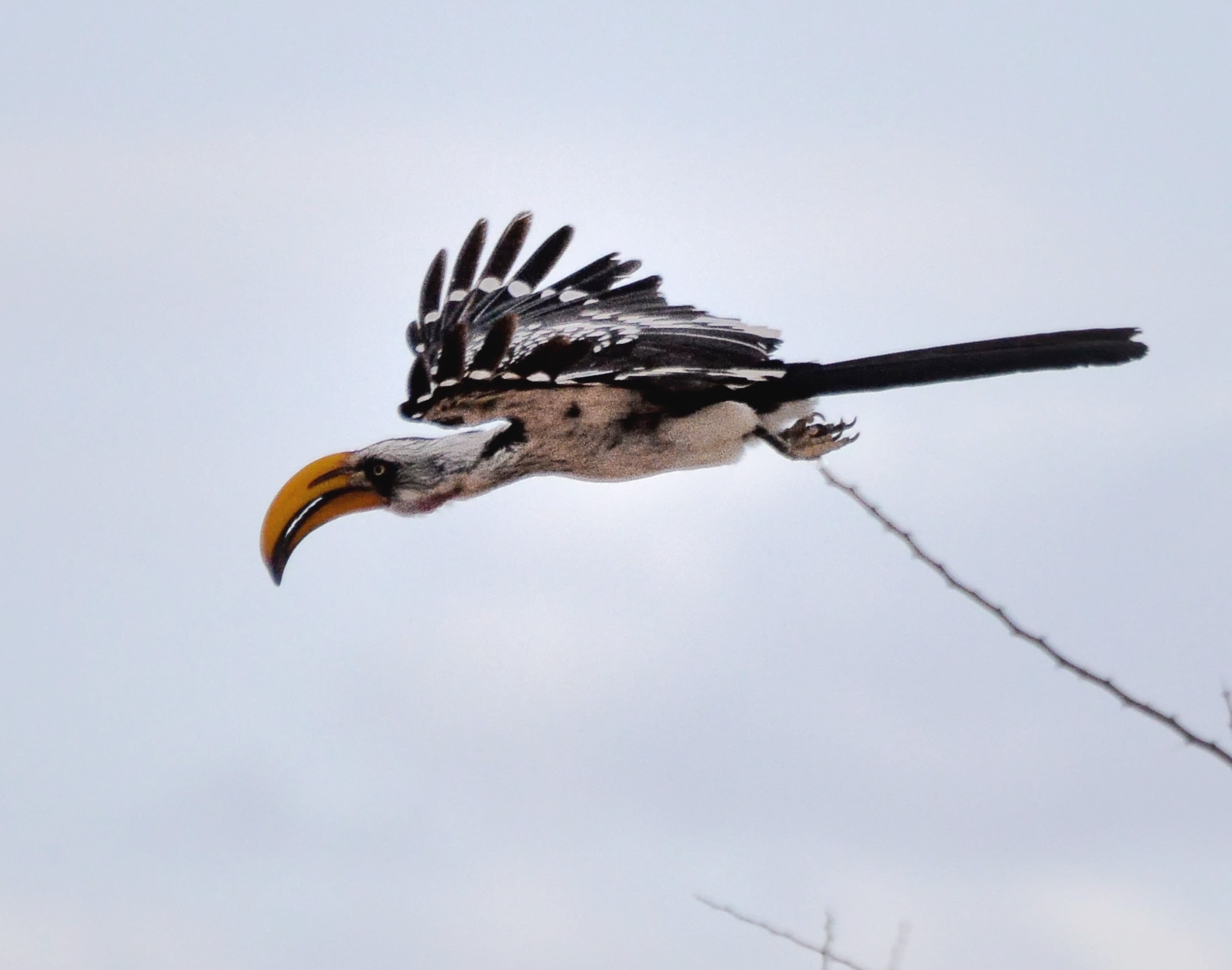
Flugbild

Der Gelbschnabeltoko kommt im östlichen Afrika in Eritrea, Somalia, Äthiopien, dem Südosten des Sudans, Kenia und Nordtansania vor. Er lebt in Baum- und Dornbuschsavannen und trockenen Akazien- und Mopanewäldern.
Er ist in seinem gesamten Verbreitungsgebiet kein häufiger Vogel. Am häufigsten kommt er in offener Dornbuschsavanne und offenen Waldlandschaften vor. Er ist grundsätzlich ein Standvogel, unternimmt aber gelegentlich saisonale Höhenwanderungen, bei denen er in der Trockenzeit von den arideren Tiefebenen in Höhenlagen wechselt.

## Nahrung
Die Nahrung besteht aus Insekten, Skorpionen, Nagetieren, Früchten und Samen. Den größten Teil seiner Nahrung findet der Gelbschnabeltoko auf dem Boden oder er pickt sie von niedriger Vegetation. Nach einer Untersuchung aus dem Jahre 1985 deckt er so 97 Prozent seines Nahrungsbedarfes. Mit schnellen Läufen und flach ausgeführten Sprüngen stellen sie kleinen Reptilien und Heuschrecken nach oder erbeuten im Flug schwärmende Termiten. Er wurde auch schon dabei beobachtet, wie er in morschen Baumstümpfen nach Käferlarven grub. Von ihm wird außerdem berichtet, dass er regelmäßig trinkt, was ein für Nashornvögel ungewöhnliches Verhalten ist.
Der Gelbschnabeltoko kooperiert bei der Nahrungssuche mit einer Unterart der Südliche Zwergmanguste (Helogale parvula undulata). Er fängt die Insekten (insbesondere Heuschrecken), die diese in Gruppen lebende Raubtierart bei ihrer Nahrungssuche aufscheuchen. Die Zwergmangusten profitieren von dieser Protokooperation, weil der Gelbschnabeltoko vor Beutegreifern aus der Luft warnt. Die Zwergmangusten warten mit dem Beginn ihres Beutezuges auf den Toko. Auch der Gelbschnabeltoko zeigt spezifische Verhaltensweisen, um den Zwergmangusten seine Bereitschaft zur Kooperation anzuzeigen. Ein ähnliches Verhalten ist auch für den Decken-Toko beschrieben.

## Verhalten
Die Brutbiologie des Gelbschnabeltokos ist noch nicht abschließend untersucht. Sie sind jedoch monogame Vögel und verteidigen ein Revier. Die Brutzeit fällt in Somalia in den Zeitraum April bis Mai, in Äthiopien brüten sie von März bis Mai und möglicherweise auch von Oktober bis November.
Als Bruthöhle benutzen sie natürliche Baumhöhlen vor allem in Akazienbäumen, die Bruthöhle befindet sich gewöhnlich 1,5 bis 4,5 oberhalb des Erdbodens. Das Weibchen versiegelt von innen den Eingang zur Bruthöhle bis auf einen schmalen Schlitz. Sie durchläuft während der Brutzeit die Mauser.